# Formula 1 – sezona 2002.
| FIA Svjetsko prvenstvo Formule 1 2002. | FIA Svjetsko prvenstvo Formule 1 2002. |
|                                        | Prvak                                  |
| -------------------------------------- | -------------------------------------- |
| Vozač                                  | Michael Schumacher (Ferrari)           |
| Konstruktor                            | Ferrari                                |
| Prethodna sezona                       | Sljedeća sezona                        |
| 2001.                                  | 2003.                                  |

Formula 1 – sezona 2002. je bila 53. sezona u prvenstvu Formule 1.

## Vozači i konstruktori
| Konstruktor / Momčad                   | Šasija         | Motor                      | Gume | Broj | Vozači                | Utrke       |
| -------------------------------------- | -------------- | -------------------------- | ---- | ---- | --------------------- | ----------- |
| Ferrari Scuderia Ferrari Marlboro      | Ferrari F2001  | Ferrari 050 V10 3.0        | B    | 1    | Michael Schumacher    | 1-2         |
| Ferrari Scuderia Ferrari Marlboro      | Ferrari F2001  | Ferrari 050 V10 3.0        | B    | 2    | Rubens Barrichello    | 1-3         |
| Ferrari Scuderia Ferrari Marlboro      | Ferrari F2002  | Ferrari 051 V10 3.0        | B    | 1    | Michael Schumacher    | 3-17        |
| Ferrari Scuderia Ferrari Marlboro      | Ferrari F2002  | Ferrari 051 V10 3.0        | B    | 2    | Rubens Barrichello    | 4-17        |
| McLaren-Mercedes West McLaren Mercedes | McLaren MP4-17 | Mercedes FO 110M V10 3.0   | M    | 3    | David Coulthard       | Sve         |
| McLaren-Mercedes West McLaren Mercedes | McLaren MP4-17 | Mercedes FO 110M V10 3.0   | M    | 4    | Kimi Räikkönen        | Sve         |
| Williams-BMW BMW Williams F1 Team      | Williams FW24  | BMW P82 V10 3.0            | M    | 5    | Ralf Schumacher       | Sve         |
| Williams-BMW BMW Williams F1 Team      | Williams FW24  | BMW P82 V10 3.0            | M    | 6    | Juan Pablo Montoya    | Sve         |
| Sauber-Petronas Sauber Petronas        | Sauber C21     | Petronas 02A V10 3.0       | B    | 7    | Nick Heidfeld         | Sve         |
| Sauber-Petronas Sauber Petronas        | Sauber C21     | Petronas 02A V10 3.0       | B    | 8    | Felipe Massa          | 1-15, 17    |
| Sauber-Petronas Sauber Petronas        | Sauber C21     | Petronas 02A V10 3.0       | B    | 8    | Heinz-Harald Frentzen | 16          |
| Jordan-Honda DHL Jordan Honda          | Jordan EJ12    | Honda RA002E V10 3.0       | B    | 9    | Giancarlo Fisichella  | Sve         |
| Jordan-Honda DHL Jordan Honda          | Jordan EJ12    | Honda RA002E V10 3.0       | B    | 10   | Takuma Sato           | Sve         |
| BAR-Honda Lucky Strike BAR Honda       | BAR 004        | Honda RA002E V10 3.0       | B    | 11   | Jacques Villeneuve    | Sve         |
| BAR-Honda Lucky Strike BAR Honda       | BAR 004        | Honda RA002E V10 3.0       | B    | 12   | Olivier Panis         | Sve         |
| Renault Mild Seven Renault F1 Team     | Renault R202   | Renault RS22 V10 3.0       | M    | 14   | Jarno Trulli          | Sve         |
| Renault Mild Seven Renault F1 Team     | Renault R202   | Renault RS22 V10 3.0       | M    | 15   | Jenson Button         | Sve         |
| Jaguar-Ford Cosworth Jaguar Racing     | Jaguar R3      | Ford Cosworth CR-3 V10 3.0 | M    | 16   | Eddie Irvine          | 1-11        |
| Jaguar-Ford Cosworth Jaguar Racing     | Jaguar R3      | Ford Cosworth CR-3 V10 3.0 | M    | 17   | Pedro de la Rosa      | 1-11        |
| Jaguar-Ford Cosworth Jaguar Racing     | Jaguar R3      | Ford Cosworth CR-4 V10 3.0 | M    | 16   | Eddie Irvine          | 12-17       |
| Jaguar-Ford Cosworth Jaguar Racing     | Jaguar R3      | Ford Cosworth CR-4 V10 3.0 | M    | 17   | Pedro de la Rosa      | 12-17       |
| Arrows-Ford Cosworth Orange Arrows     | Arrows A23     | Ford Cosworth CR-3 V10 3.0 | B    | 20   | Heinz-Harald Frentzen | 1-12        |
| Arrows-Ford Cosworth Orange Arrows     | Arrows A23     | Ford Cosworth CR-3 V10 3.0 | B    | 21   | Enrique Bernoldi      | 1-12        |
| Minardi-Asiatech KL Minardi Asiatech   | Minardi PS02   | Asiatech AT02 V10 3.0      | M    | 22   | Alex Yoong            | 1-12, 15-17 |
| Minardi-Asiatech KL Minardi Asiatech   | Minardi PS02   | Asiatech AT02 V10 3.0      | M    | 22   | Anthony Davidson      | 13-14       |
| Minardi-Asiatech KL Minardi Asiatech   | Minardi PS02   | Asiatech AT02 V10 3.0      | M    | 23   | Mark Webber           | Sve         |
| Toyota Panasonic Toyota Racing         | Toyota TF102   | Toyota RVX-02 V10 3.0      | M    | 24   | Mika Salo             | Sve         |
| Toyota Panasonic Toyota Racing         | Toyota TF102   | Toyota RVX-02 V10 3.0      | M    | 25   | Allan McNish          | Sve         |

## Utrke
|     | Utrka                                            | 1.                               | 2.                               | 3.                                |
| --- | ------------------------------------------------ | -------------------------------- | -------------------------------- | --------------------------------- |
|     |                                                  |                                  |                                  |                                   |
| 1.  | VN Australije, Melbourne 3. ožujka 2002.         | Michael Schumacher Ferrari       | Juan Pablo Montoya Williams-BMW  | Kimi Räikkönen McLaren-Mercedes   |
| 2.  | VN Malezije, Sepang 17. ožujka 2002.             | Ralf Schumacher Williams-BMW     | Juan Pablo Montoya Williams-BMW  | Michael Schumacher Ferrari        |
| 3.  | VN Brazila, Interlagos 31. ožujka 2002.          | Michael Schumacher Ferrari       | Ralf Schumacher Williams-BMW     | David Coulthard McLaren-Mercedes  |
| 4.  | VN San Marina, Imola 14. travnja 2002.           | Michael Schumacher Ferrari       | Rubens Barrichello Ferrari       | Ralf Schumacher Williams-BMW      |
| 5.  | VN Španjolske, Catalunya 28. travnja 2002.       | Michael Schumacher Ferrari       | Juan Pablo Montoya Williams-BMW  | David Coulthard McLaren-Mercedes  |
| 6.  | VN Austrije, Spielberg 12. svibnja 2002.         | Michael Schumacher Ferrari       | Rubens Barrichello Ferrari       | Juan Pablo Montoya Williams-BMW   |
| 7.  | VN Monaka, Monte Carlo 26. svibnja 2002.         | David Coulthard McLaren-Mercedes | Michael Schumacher Ferrari       | Ralf Schumacher Williams-BMW      |
| 8.  | VN Kanade, Montreal 9. lipnja 2002.              | Michael Schumacher Ferrari       | David Coulthard McLaren-Mercedes | Rubens Barrichello Ferrari        |
| 9.  | VN Europe, Nürburgring 23. lipnja 2002.          | Rubens Barrichello Ferrari       | Michael Schumacher Ferrari       | Kimi Räikkönen McLaren-Mercedes   |
| 10. | VN Velike Britanije, Silverstone 7. srpnja 2002. | Michael Schumacher Ferrari       | Rubens Barrichello Ferrari       | Juan Pablo Montoya Williams-BMW   |
| 11. | VN Francuske, Magny-Cours 21. srpnja 2002.       | Michael Schumacher Ferrari       | Kimi Räikkönen McLaren-Mercedes  | David Coulthard McLaren-Mercedes  |
| 12. | VN Njemačke, Hockenheim 28. srpnja 2002.         | Michael Schumacher Ferrari       | Juan Pablo Montoya Williams-BMW  | Ralf Schumacher Williams-BMW      |
| 13. | VN Mađarske, Hungaroring 18. kolovoza 2002.      | Rubens Barrichello Ferrari       | Michael Schumacher Ferrari       | Ralf Schumacher Williams-BMW      |
| 14. | VN Belgije, Spa-Francorchamps 1. rujna 2002.     | Michael Schumacher Ferrari       | Rubens Barrichello Ferrari       | Juan Pablo Montoya Williams-BMW   |
| 15. | VN Italije, Monza 15. rujna 2002.                | Rubens Barrichello Ferrari       | Michael Schumacher Ferrari       | Eddie Irvine Jaguar-Ford Cosworth |
| 16. | VN SAD, Indianapolis 29. rujna 2002.             | Rubens Barrichello Ferrari       | Michael Schumacher Ferrari       | David Coulthard McLaren-Mercedes  |
| 17. | VN Japana, Suzuka 13. listopada 2002.            | Michael Schumacher Ferrari       | Rubens Barrichello Ferrari       | Kimi Räikkönen McLaren-Mercedes   |
|     |                                                  |                                  |                                  |                                   |

## Konačni poredak

### Vozači
| Poz. | Vozač                 | AUS | MAL | BRA | SMR | ESP | AUT | MON | CAN | EUR | GBR | FRA     | GER | HUN | BEL | ITA | USA | JPN | Bodovi |
| ---- | --------------------- | --- | --- | --- | --- | --- | --- | --- | --- | --- | --- | ------- | --- | --- | --- | --- | --- | --- | ------ |
| 1.   | Michael Schumacher    | 1   | 3   | 1   | 1   | 1   | 1   | 2   | 1   | 2   | 1   | 1       | 1   | 2   | 1   | 2   | 2   | 1   | 144    |
| 2.   | Rubens Barrichello    | Ret | Ret | Ret | 2   | Ret | 2   | 7   | 3   | 1   | 2   | Ret     | 4   | 1   | 2   | 1   | 1   | 2   | 77     |
| 3.   | Juan Pablo Montoya    | 2   | 2   | 5   | 4   | 2   | 3   | Ret | Ret | Ret | 3   | 4       | 2   | 11  | 3   | Ret | 4   | 4   | 50     |
| 4.   | Ralf Schumacher       | Ret | 1   | 2   | 3   | 11  | 4   | 3   | 7   | 4   | 8   | 5       | 3   | 3   | 5   | Ret | 16  | 11  | 42     |
| 5.   | David Coulthard       | Ret | Ret | 3   | 6   | 3   | 6   | 1   | 2   | Ret | 10  | 3       | 5   | 5   | 4   | 7   | 3   | Ret | 41     |
| 6.   | Kimi Räikkönen        | 3   | Ret | 12  | Ret | Ret | Ret | Ret | 4   | 3   | Ret | 2       | Ret | 4   | Ret | Ret | Ret | 3   | 24     |
| 7.   | Jenson Button         | Ret | 4   | 4   | 5   | 12  | 7   | Ret | 15  | 5   | 12  | 6       | Ret | Ret | Ret | 5   | 8   | 6   | 14     |
| 8.   | Jarno Trulli          | Ret | Ret | Ret | 9   | 10  | Ret | 4   | 6   | 8   | Ret | Ret     | Ret | 8   | Ret | 4   | 5   | Ret | 9      |
| 9.   | Eddie Irvine          | 4   | Ret | 7   | Ret | Ret | Ret | 9   | Ret | Ret | Ret | Ret     | Ret | Ret | 6   | 3   | 10  | 9   | 8      |
| 10.  | Nick Heidfeld         | Ret | 5   | Ret | 10  | 4   | Ret | 8   | 12  | 7   | 6   | 7       | 6   | 9   | 10  | 10  | 9   | 7   | 7      |
| 11.  | Giancarlo Fisichella  | Ret | 13  | Ret | Ret | Ret | 5   | 5   | 5   | Ret | 7   | WD/ DNQ | Ret | 6   | Ret | 8   | 7   | Ret | 7      |
| 12.  | Jacques Villeneuve    | Ret | 8   | 10  | 7   | 7   | 10  | Ret | Ret | 12  | 4   | Ret     | Ret | Ret | 8   | 9   | 6   | Ret | 4      |
| 13.  | Felipe Massa          | Ret | 6   | Ret | 8   | 5   | Ret | Ret | 9   | 6   | 9   | Ret     | 7   | 7   | Ret | Ret |     | Ret | 4      |
| 14.  | Olivier Panis         | Ret | Ret | Ret | Ret | Ret | Ret | Ret | 8   | 9   | 5   | Ret     | Ret | 12  | 12  | 6   | 12  | Ret | 3      |
| 15.  | Takuma Sato           | Ret | 9   | 9   | Ret | Ret | Ret | Ret | 10  | 16  | Ret | Ret     | 8   | 10  | 11  | 12  | 11  | 5   | 2      |
| 16.  | Mark Webber           | 5   | Ret | 11  | 11  | DNS | 12  | 11  | 11  | 15  | Ret | 8       | Ret | 16  | Ret | Ret | Ret | 10  | 2      |
| 17.  | Mika Salo             | 6   | 12  | 6   | Ret | 9   | 8   | Ret | Ret | Ret | Ret | Ret     | 9   | 15  | 7   | 11  | 14  | 8   | 2      |
| 18.  | Heinz-Harald Frentzen | DSQ | 11  | Ret | Ret | 6   | 11  | 6   | 13  | 13  | Ret | DNQ     | Ret |     |     |     | 13  |     | 2      |
| 19.  | Allan McNish          | Ret | 7   | Ret | Ret | 8   | 9   | Ret | Ret | 14  | Ret | 11      | Ret | 14  | 9   | Ret | 15  | DNS | 0      |
| 20.  | Alex Yoong            | 7   | Ret | 13  | DNQ | DNS | Ret | Ret | 14  | Ret | DNQ | 10      | DNQ |     |     | 13  | Ret | Ret | 0      |
| 21.  | Pedro de la Rosa      | 8   | 10  | 8   | Ret | Ret | Ret | 10  | Ret | 10  | 11  | 9       | Ret | 13  | Ret | Ret | Ret | Ret | 0      |
| 22.  | Enrique Bernoldi      | DSQ | Ret | Ret | Ret | Ret | Ret | 12  | Ret | 11  | Ret | DNQ     | Ret |     |     |     |     |     | 0      |
| —    | Anthony Davidson      |     |     |     |     |     |     |     |     |     |     |         |     | Ret | Ret |     |     |     | 0      |
| Poz. | Vozač                 | AUS | MAL | BRA | SMR | ESP | AUT | MON | CAN | EUR | GBR | FRA     | GER | HUN | BEL | ITA | USA | JPN | Bodovi |

| Boja       | Rezultat                   | Oznaka boje |
| ---------- | -------------------------- | ----------- |
| Zlato      | 1. mjesto                  | #FFFFBF     |
| Srebro     | 2. mjesto                  | #DFDFDF     |
| Bronca     | 3. mjesto                  | #FFDF9F     |
| Zeleno     | U cilju osvojivši bodove   | #DFFFDF     |
| Plavo      | U cilju bez bodova         | #CFCFFF     |
| Ljubičasto | Nije završio utrku (Ret)   | #EFCFFF     |
| Ljubičasto | Nije klasificiran (NC)     | #EFCFFF     |
| Crveno     | Nije se kvalificirao (DNQ) | #FFCFCF     |
| Crno       | Diskvalificaran (DSQ)      | #000000     |
| Bijelo     | Nije startao (DNS)         | #FFFFFF     |
| Bez boje   | Nije sudjelovao            |             |
| Bez boje   | Bolovanje (INJ)            |             |
| Bez boje   | Isključen (EX)             |             |

### Konstruktori
| Pozicija | Konstruktor          | Bodovi |
| -------- | -------------------- | ------ |
| 1.       | Ferrari              | 221    |
| 2.       | Williams-BMW         | 92     |
| 3.       | McLaren-Mercedes     | 65     |
| 4.       | Renault              | 23     |
| 5.       | Sauber-Petronas      | 11     |
| 6.       | Jordan-Honda         | 9      |
| 7.       | Jaguar-Ford Cosworth | 8      |
| 8.       | BAR-Honda            | 7      |
| 9.       | Minardi-Asiatech     | 2      |
| 10.      | Toyota               | 2      |
| 11.      | Arrows-Ford Cosworth | 2      |